# Kalle Anka och tordyveln
Kalle Anka och tordyveln (även Kalle Ankas fina fångst) (engelska: Bootle Beetle) är en amerikansk animerad kortfilm med Kalle Anka från 1947.

## Handling
En äldre skalbagge ger en ung skalbagge några råd. Bland annat om att inte korsa bäcken, då det kan finnas risk för att han kan fångas av insektssamlaren Kalle Anka, då han själv råkat ut för Kalle när han var ung.

## Om filmen
Filmen hade svensk premiär den 29 november 1948 på Sture-Teatern i Stockholm och ingick i kortfilmsprogrammet Kalle Anka på tapeten tillsammans med sex kortfilmer till; Kalle Ankas vintersemester, Hiawatha, djurens broder, Tonåringar till rörs (ej Disney), Kalle Anka i Alperna, Kalle Anka på tapeten och Klockan klämtar för Kalle Anka.

## Rollista
- Clarence Nash – Kalle Anka
- Dink Trout – Bootle Beetle[7]